# Altes Rathaus (Bratislava)

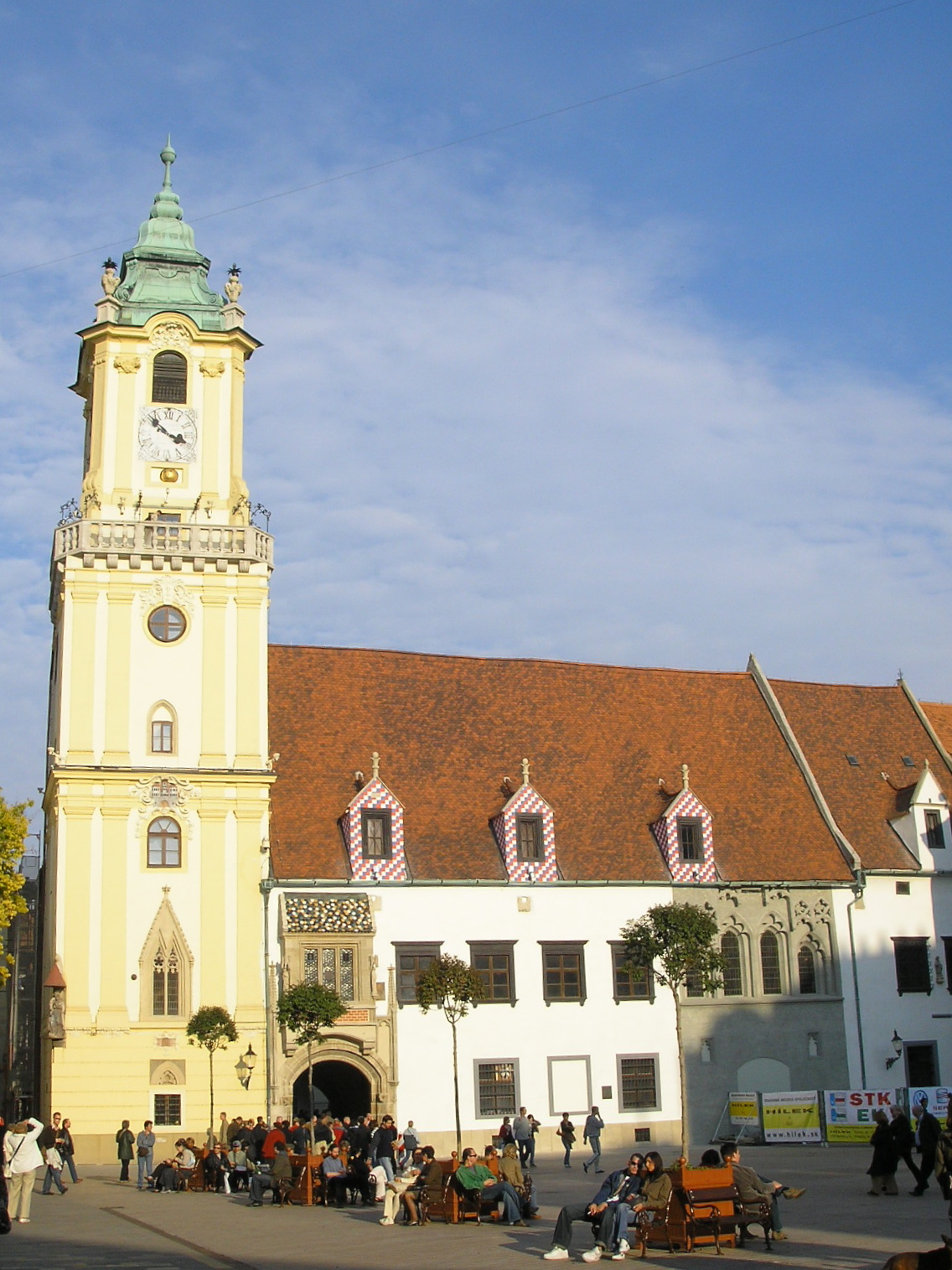
Altes Rathaus von Bratislava

Das Alte Rathaus (slowakisch Stará radnica) in der Bratislavaer Altstadt ist eines der ältesten aus Stein erbauten Gebäude der Stadt.

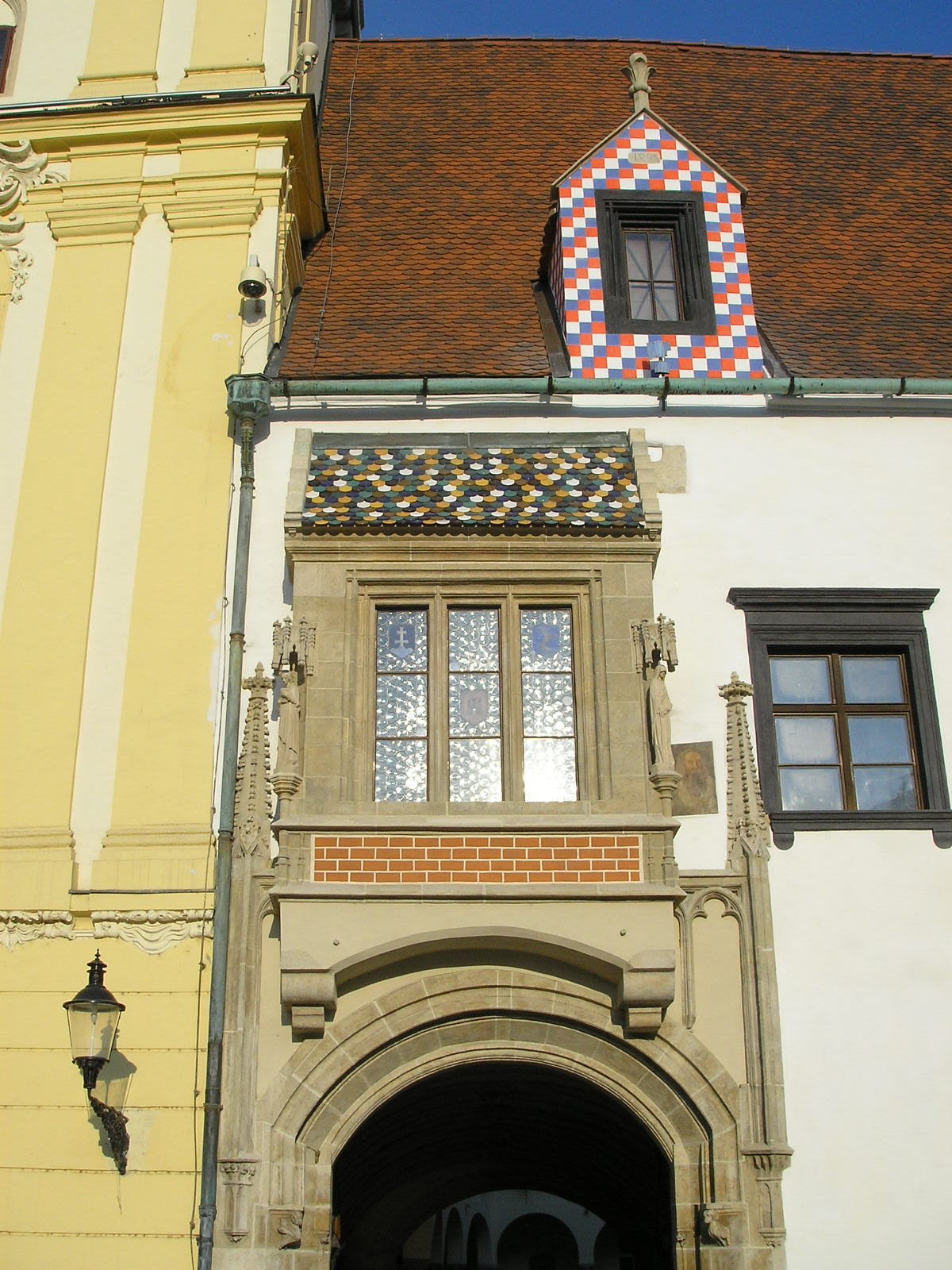
Erker über dem Eingang zum Alten Rathaus

Es hat ein farbenfroh gestaltetes Ziegeldach und ist ein ursprünglich gotischer Bau aus dem 14. Jahrhundert (1370 zum ersten Mal erwähnt).
Es liegt zwischen dem Hauptplatz und dem Primatialplatz und vor ihm steht der Maximiliansbrunnen, der älteste Brunnen der Stadt von 1572. Im Innenhof des Rathauses befindet sich eine Kanonenkugel, welche angeblich von Napoleons Truppen dorthin abgeschossen worden sein soll.
Das ursprünglich als Wohnhaus des „Richters Jakob“ (erste Erwähnung 1370) errichtete Haus diente ab 1434, nachdem es von der Stadt in zwei Etappen zwischen 1388 und 1421 erworben worden war, als Rathaus. Der links anschließende Turm war bereits im 13. Jahrhundert im gotischen Stil erbaut worden. Danach erfolgte der Erwerb des Pawer-Hauses (slow. Pawerov dom) im Jahr 1442, um das Rathaus zu erweitern, wobei der ganze Komplex im Stil der Spätgotik umgebaut wurde. Im Zuge dieses Umbaus entstand auch eine Unterführung. Der nächste Umbau in den Renaissance-Stil fand in der Mitte des 16. Jahrhunderts statt; 1591 erwarb die Stadt das daneben stehende Unger-Haus (slow. Ungerov dom). Der Turm wurde 1586 durch ein Erdbeben beschädigt.
Nach einem Brand im Jahr 1733 beschloss man, das Rathaus im Barock-Stil umzubauen. Da der ganze Komplex den Anforderungen im 19. Jahrhundert nicht mehr ausreichte, kaufte die Stadt im Jahr 1867 das 1761/62 errichtete Apponyi-Palais auf der Südseite des Alten Rathauses; das alte Gebäude überließ sie dann dem ein Jahr später gegründeten Stadtmuseum, das heute Städtisches Museum Bratislava heißt. Das letzte größere Bauvorhaben erfolgte in den Jahren 1911–12, als man einen historisierenden Neubau des Süd- und Ostflügels des Innenhofs erstellte.
In den Jahren 2005 bis 2007 wurden Restaurierungsarbeiten durchgeführt; dabei fanden auch archäologische Ausgrabungen statt, die neue Erkenntnisse über die Latènezeit und die hier vermutete keltische Siedlung (Oppidum) erbrachten.

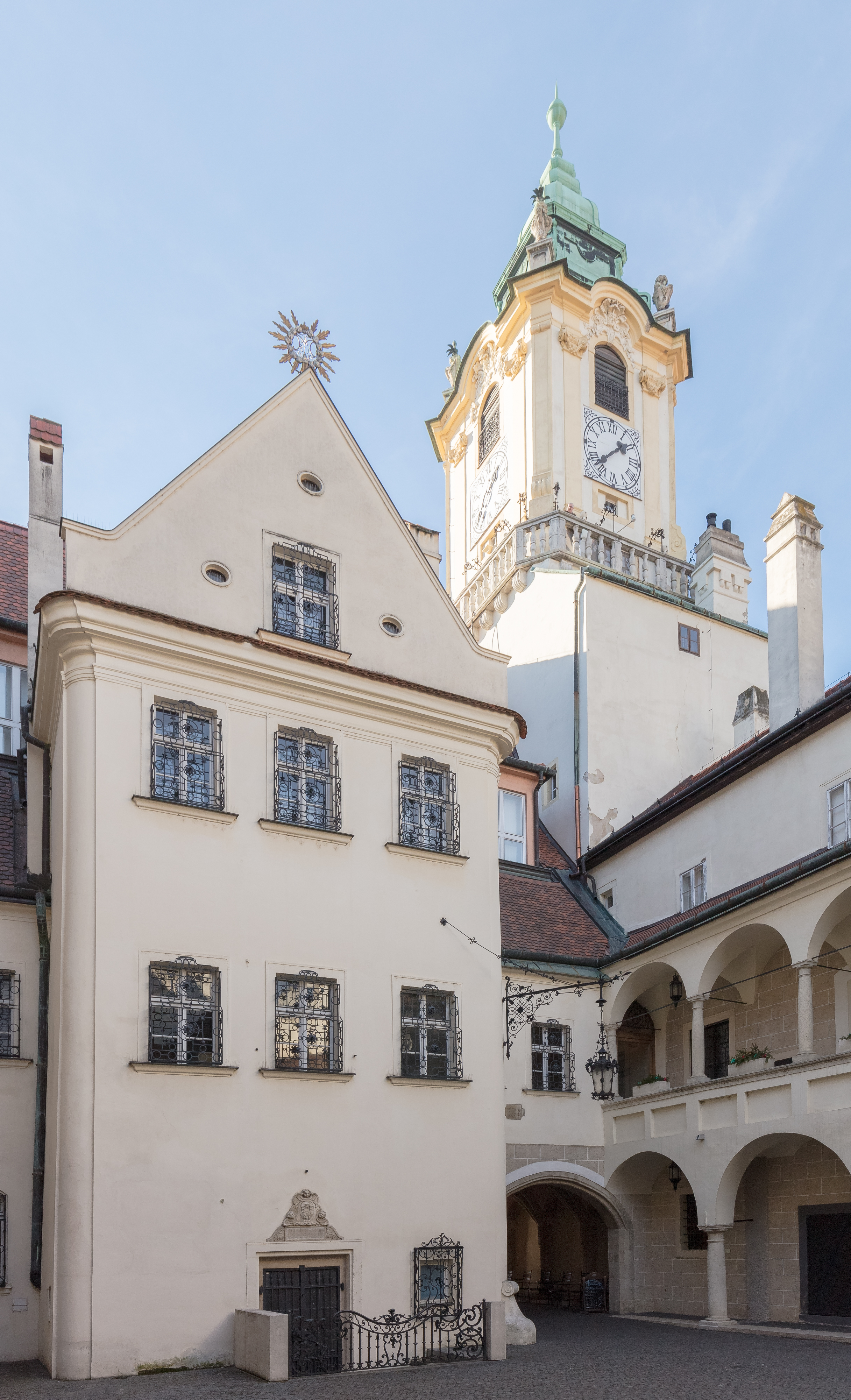
Blick von Innenhof